# دعوت (زیرکوه)
دعوت روستایی در دهستان افین بخش زهان شهرستان زیرکوه استان خراسان جنوبی ایران است. بر پایه سرشماری عمومی نفوس و مسکن در سال ۱۳۹۰ جمعیت این روستا ۶۳ نفر (در ۲۲ خانوار) بوده است.